# Fractura de Jones
La fractura de Jones es una fractura localizada en la base y la parte media del quinto metatarsiano del pie.  Provoca dolor en la parte externa y media del pie.  También puede haber hematomas y dificultad para caminar.  El inicio es generalmente repentino. 
La fractura generalmente ocurre cuando los dedos del pie están en punta y el pie se dobla hacia adentro .  Este movimiento puede ocurrir al cambiar de dirección mientras el talón no toca el suelo, como en el baile, el tenis o el baloncesto.   El diagnóstico generalmente se sospecha en función de los síntomas y se confirma con radiografías. 
El tratamiento es conservador, al inicio suele ser con un yeso o ferula, y descanzo de no apoyar el pies afectado, durante al menos seis semanas.  Si después de este período de tiempo no se ha producido la curación, se pueden recomendar seis semanas más de yeso. Debido al suministro deficiente de sangre en esta área, la rotura a veces no sana y se requiere cirugía. En deportistas o si los trozos de hueso están separados se puede considerar la cirugía antes. La fractura fue descrita por primera vez en 1902 por el cirujano ortopédico Robert Jones, quien sufrió la lesión mientras bailaba. 